# Каролингски меч
Каролингският меч, известен още като франкски или викингски меч е преобладаващият тип меч в Западна и Северна Европа в началото на Средновековието.
Оръжието се появява през ерата на викингите и Каролингската епоха през VIII век, произлизайки от римската спата и меровингската спата от периода на Великото преселение на народите. Каролингът еволюира в периода от XI до XII век до рицарския меч на Романския период.

## Терминология
Въпреки че е известен като „меч на викинга“, този тип хладно оръжие е произведен във Франкската империя през Каролингската епоха. Популярността му като викингски меч се обяснява с намирането на такива мечове като погребални дарове в езически гробове на викинги в Скандинавия. Тази погребална практика е изчезнала в християнската Франция през VIII век и основната част от тези мечове, както други стоки и оръжия франкско производството от този период са били запазвани в употреба, изнасяни чрез търговия, откуп или грабеж. Познатите днес континентални европейски находки се ограничават предимно в случайни находки в речните корита. Анаеробните условия в речните корита допринасят за запазването на стоманата и повечето от заровените или изгубени мечове достигат до нас, защото езическите погребални обичаи са били все още в сила.
Мечовете от VIII до X век най-често са каролингски тип, а мечовете от по-късния период от епохата на викингите и от развитото Средновековие (края на X до началото на XII век) попадат в категория романски (рицарски) мечове.

## История
В края на VIII и началото на IX век мечът постепенно заменя сакса. Леенето на мечове по калъп излиза от употреба още през IX век, когато вече на разположение има по-висококачествена стомана. Тя позволява производството на по-тесни остриета, което измества точката на баланс в посока на дръжката. Коупланд (1990) предполага, че това развитие на събитията може да е ускорило изчезването на сакса. Каролингът осигурява бърз и ловък удар, докато късната спата основно се използва за силен удар и нанасяне на щети върху щит или броня. Подобряване на морфологията като съчетание на маневреност и тегло в едно оръжие прави сакса излишен.
Според данни от Рипуарския законник (Lex Ribuaria) по време на царуването на Карл Велики цената на един дълъг меч (спата) с ножница възлиза на седем солида. Макар и не толкова редки, както в периода на Меровингите, мечовете явно все още са сравнително скъпи оръжия при капитулариите на Карл Велики, когато само членовете на кавалерията могат да си позволят да притежават и поддържат боен кон и да се снабдят с меч. Хрониката на Регино Прюмски твърди, че към края на IX век мечът е основно оръжие на конницата.
Франкските мечове често са с глава (помел) във форма на серия от три или пет заоблени листенца, като изобразените в Щутгартския и Утрехтския псалтири, Лотар-Евангелиара и Бернската Психомахия. Освен в тези ръкописи, каролинги са изобразени и на стенописи в църквата в Малес Веноста, Южен Тирол. 
Обичаят да се инкрустира надпис върху меча е франкски и се свързва с периода на царуването на Карл Велики. Това е особено характерно при улфбертовата група остриета и достига своя връх на популярност през XII век. И докато надписите върху остриетата стават все по-чести, то едновременно с това почти изчезват украшенията на дръжката от благородни метали, наследени от меровинговата спата от периода на Великото преселение. Повечето мечове, произведени в течение на следващия Х век в Свещената Римска империя запазват морфологията на каролинга и имат проста стоманена дръжка.
Има много малко споменавания на ковачници, занимаващи се с производство на каролинги, като единствено данни са съхранени за работилниците на манастира Св. Гал. Утрехтският пслатир съдържа запазена илюстрация на двама мъже точещи саби с помощта на точило и пила (лист 35B). Разпространението на каролингските мечове в цяла Скандинавия до Далечния Изток и Волжка България са показателни за голямата важност на франкския износ на оръжие. През IX век каролингските крале дори се опитват да забранят износа на оръжия за потенциални врагове, като през 864 г., Карл Плешиви постановява смъртно наказание за продажба на оръжие на викингите. Ибн Фадлан през Х век отбелязва изрично, че волжките викинги носят франкски мечове. Сарацините, нападнали Камарг в Прованс през 869 г. поискали 150 меча като откуп за пленения архиепископ Ротланд от Арл.
Каролингските ножници са изготвяни от дърво и кожа. Украшения за ножниците се показани в няколко ръкописа, а редица миниатюри показват и системата за носене и окачване на меча с помощта на допълнителен мечов колан (портупей, porte épée). Ножници и колани сами по себе си почти не са оцелели, но техни метални части и обков са открити сред скандинавските сребърни съкровища и гробове в Хърватия. Пълният обковъчен комлект изглежда включва два или три овални или полуовални елеманта за закрепване, един голям накрайник за колан, тока и трилистник. Местоположението им върху портупея е реконструирано от Mенгин (1973).

## Морфология
Първото семиотично проучване на каролингските мечове е проведено от Ян Петерсен (De Norske Vikingsverd, 1919). Той въведежда морфологична типология на мечовете, основавайки се главно на формата на ръкохватката (дръжката в ефеса). Петерсеновите видове са обозначени с главни букви A–Z. Петерсен основава системата си на набор от общо 110 екземпляра викингски мечове, намерени в Норвегия. От тях 40 са двуостри, 67 едноостри и 3 неопределени.
Мортимър Уилър през 1927 г. въвежда комбинирана Петерсенова типология, основаваща се на морфологията на ръкохватката и острието. Според тази система има девет класа, обозначени от I до IX.
Гайбиг (1991), въвежда допълнителна система за типология според морфологията на острието (типове 1 – 14) и според формата на главата (типове 1 – 17, с подтипове). Тази система е резултат от работа с мечове, датирани от VIII до XII век, намерени в границите на Източнофранкското кралство, сред които има и преходни видове между франкския и рицарския меч.

### Типология на Уилър
- Тип I: с ръкохватка вид F, G, M, P, Q, Æ; от средата на IX до началото на XI век; леки помели без лобове.
- Тип II: с ръкохватка вид A, B, C, H, I. Норвежки, от средата на IX до средата на X век; тежки, триъгълни помели, наследени от Меровинговата спата.
- Тип III: с ръкохватка вид D, E, R, S, T, U, V, от началото на IX до средата на X век (датски?); различни форми на тройноналобен помел.
- Тип IV: с ръкохватка вид K, O, от края на VIII до средата на X век (франкски?); помел с пет до седем лоба.
- Тип V, с ръкохватка вид L, от средата на IX до края на X век (англосаксонски); с помел от редкия Уолингфордов тип.
- VI тип, с ръкохватка вид L, началото на X до средата на XI век (датски); тройноналобен помел.
- Тип VII: с ръкохватка вид N, W, X; средата на IX до края на XI век; полукръгли помели, типични за Отоновия период и развили се като „гъбовидни“ помели в по-късните средновековни мечове.
- Типове VIII и IX: от X до XIII век, поява на помела тип „бразилско орехче“ или „грейка за чайник“.

Типологията на Оукшот е продължение на Уилъровата, включваща късносредновековните мечове.
- Тип 1 късния период на миграцията и в началото на епохата на викингите (8 век) има острие с дължина от 70 до 80 см, с конусностью около 80% от максималната ширина на повече от 60 виж От по-дребни или отсъства напълно; тези триони са в основата на шаблон заварени, четири или пет ленти на всяка режещата повърхност.
- Тип 2 обхваща средата на 8-ия до средата на 10 век. Малко по-голям от Тип 1, на 74 до 83 см, отличителна черта е по-ясно изразен конус.
- Тип 3-това е съвременен тип 2, и с еднаква дължина (от 74 до 85 см), но има по-широки остриета (от 52 до 57 mm при дръжката).
- Тип 4 на датата на по-късната епоха на викингите (средата на 10-те години до средата на 11 век). Те представляват тенденция към намаляване на ножове

време на 63 до 76 виж
- Тип 5 произхожда от средата на 10 век, и е преходно на рицарски меч 11-и до 12 век. Най-дългите остриета на викингите навлизат в този вид, с дължина от 84 до 91 виж Тези остриета също да се въведе 12 век модата на острието на меча надписи от мен FECIT и в nomine ДОМИНИ тип.

## Металургия
Важен аспект в развитието на Европейския меча между ранна и висока средновековието е наличието на висококачествени стомани.
Период на миграция, както и раннесредневековых остриета на мечове са били главно произведени по техника на рисунката заваряване, известен още като „фалшиви Дамаск“ стомана.
Цъфти от качествена стомана, достатъчно голям, за да представи всички остриета на меча са рядко срещани в Европа по това време, главно чрез внос от Централна Азия, където в крусибъл стоманена индустрия се превърна в одобрени от гр. в 8 век.
По-добри мечове, направени след 1000 г. крумовград, все по-често при тигельная стомана на острието. Група мечове Ulfberht включва в себе си широка гама стомана и начин на производство. Един пример за един от 10 век гробница в Nemilany, Моравия, шаблон заварени ядро с приваренными на закалени режещи краищата. Друг пример-изглежда, че са били изработени от висококачествени доэвтектоидные са станали, може би, внесени от Централна Азия.

## Ярки примери за
- В Sæbø меч, от 9 век Вид с меча си са открили в 1825 г. в Могила в Sæbø, Vikøyri, в Норвегия Согне област. Меч различен надпис на острието, която е била интерпретирана като рунически на Джордж Стивънс (1867), който ще се реализира на доста по изключителен начин, а викингите меч рукоятями понякога процарапанных руни, инкрустирани blade надписи, с това може би е изключение, винаги са на латиница.
- Един от най-тежките и дълги запазените меча от епохата на викингите датира от 9 век и е била намерена в Hemsedal, сега се съхранява в Музея за история на културата, Осло, при обща дължина на 102.4 см и тегло 1.9 кг,[13]
- Меч „Св. Стефан“: 10 век меч Петерсен тип Т, моржов зъб с издълбани на дръжката Маммен стил на декорация. На дисплея като коронационен меча на унгарския крал Св. Стефан в хазната, Катедралата Свети Вит, Прага.[14]
- Линкълн-меч (река Уитем меч): меч датира от 10 век, с острие от Германия/Оттонов производство, класифицирани като Петерсен Тип Л вариант (Evison „в град Уолингфорд мост“ Тип) и дръжка, арматура добавена на англо-Саксонские съветника, е съставен от река Уитем срещу монаси от абатството, Линкълн през 1848 година.[15] Пиърс (1990) особено се споменава такъв меч като „спираща дъха“, „един от най-красивите Viking мечове слезе до нас“.[16] Линкълн-меч и се различава по това, че едно от двете известни, носещи надпис на острието Leutfrit (+ LEUTFRIT), друг намерите от Татарстана (по време на Волжской Дейност, сега се съхраняват в историческия музей на Казан). На обратната страна на острието е украсена с двойно превъртане на шаблон.[17]
- На меч от Есен през 10 век меч е останала в Есен абатство, украсени със златисто покритие в края на 10 век.
- В Кейвуд меч, и е тясно свързана с Korsoygaden меч, забележими в контекста на дефинирането на „епоха на викингите мечове“ от производни на високо средновековието видове; тези мечове отговарят внимателно в „мечът на викинга“ типология, но Oakshott (1991) смята, техните производни типове, датиращи от 12 век.[18]